# Kung Fu Panda Holiday
Kung Fu Panda Holiday é um especial de televisão da série Kung Fu Panda produzido pela DreamWorks Animation. Teve sua primeira exibição no canal norte-americano NBC no dia 24 de novembro de 2010. O curta é um especial de Natal reunindo os dubladores originais do filme.

## Sinopse
Shifu escolhe Po para comandar o festival de inverno anual do Palácio de Jade, para convocação de todos os mestres de Kung fu da China. Porém embora animado com a ideia ele prefere passar o feriado com seu pai, o Sr. Ping.